# Чемезов, Сергей Викторович
Серге́й Ви́кторович Че́мезов (род. 20 августа 1952, Черемхово, Иркутская область) — российский политик, экономист. Генеральный директор корпорации «Ростех» с 3 декабря 2007 года.
Председатель общественной организации «Союз машиностроителей России», генерал-полковник. Член бюро Высшего совета партии «Единая Россия».
Герой Российской Федерации (2019), полный кавалер ордена «За заслуги перед Отечеством».
Из-за поддержки российско-украинской войны и как лицо из «ближнего круга Путина» находится под персональными международными санкциями 27 стран Евросоюза и ряда других государств.

## Биография
Родился 20 августа 1952 года в городе Черемхово Иркутской области.
В 1975 году окончил с отличием Иркутский институт народного хозяйства, позднее — Высшие академические курсы при Военной академии Генштаба. Доктор экономических наук, профессор, действительный член Академии военных наук.
Работал инженером, научным сотрудником, заместителем заведующего лабораторией в Иркутском НИИ редких и цветных металлов («Иргиредмет»). С 1980 года работал в экспериментально-промышленном объединении «Луч», с 1983 по 1988 год возглавлял представительство объединения «Луч» в ГДР, где познакомился с Владимиром Путиным. Сообщалось, что Чемезов и Путин работали в дрезденской резидентуре КГБ, жили в одном доме и сдружились. Судя по телефонной книге Штази того времени, капитан Чемезов делил один кабинет с майором Токаревым, позднее возглавившим «Транснефть».
С 1988 по 1996 год — заместитель генерального директора внешнеторгового объединения «Совинтерспорт». В 1996—1999 годах работал начальником отдела внешних экономических связей Управления делами президента РФ (под руководством В.Путина), позже — начальником Управления внешнеэкономических связей Администрации президента России.
С сентября 1999 по ноябрь 2000 года — генеральный директор ФГУП «Государственная компания Промэкспорт». С августа 2000 года является членом Комиссии при Президенте Российской Федерации по вопросам военно-технического сотрудничества Российской Федерации с иностранными государствами.
С ноября 2000 по апрель 2004 года — первый заместитель генерального директора, в 2004—2007 годах — гендиректор ФГУП «Рособоронэкспорт».
Указом президента Российской Федерации от 26 ноября 2007 года освобождён от занимаемой должности и назначен генеральным директором Государственной корпорации «Ростехнологии», которая в конце 2012 года была переименована в Ростех.
2 декабря 2006 года на VII съезде Всероссийской политической партии «Единая Россия» избран в состав Бюро Высшего совета партии. На VIII съезде, прошедшем 26 мая 2012 года, глава Ростеха был переизбран в Бюро Высшего совета «Единой России». Является координатором проекта «Единой России» «IT-прорыв», реализуемого с декабря 2010 года с целью выявления и поддержки неординарных проектов молодых новаторов в области IT-технологий. По данным «Коммерсантъ», по итогам 2021 и 2022 года входил в топ-10 российских предпринимателей и топ-менеджеров по упоминаемости в СМИ. 

## Карьера и общественная деятельность

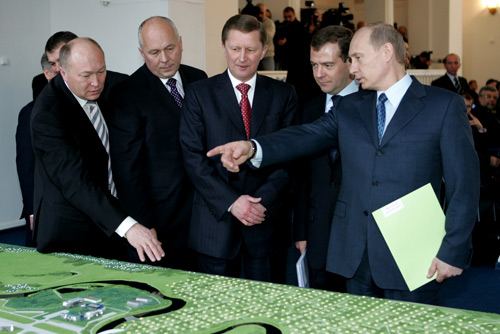
Сергей Чемезов (второй слева) и Владимир Путин в 2008 году

На протяжении 15 лет С. В. Чемезов является бессменным руководителем Госкорпорации Ростех. Под его началом в компании реализованы структурные реформы, которые помогли предприятиям ОПК выбраться из убытков и обеспечить рост производства.
Сергей Чемезов является председателем «Союза машиностроителей России» и президентом одноименного общероссийского отраслевого объединения работодателей. 
Член Совета РАН по исследованиям в области обороны. Представитель России в Деловом совете объединения БРИКС.
Глава Ростеха входит в состав комиссии по вопросам военно-технического сотрудничества РФ с иностранными государствами
Выступил одним из идеологов возрождения Всероссийского физкультурно-спортивного общества «Трудовые резервы», является председателем наблюдательного совета общества.

### Научная и попечительская деятельность
Сергей Чемезов — действительный член Академии военных наук, доктор экономических наук, профессор, имеющий более 130 публикаций. 
Кроме того, Сергей Чемезов является председателем попечительских советов:
- Российского экономического университета имени Г. В. Плеханова[28];
- Национального медицинского исследовательского центра имени академика Е. Н. Мешалкина Минздрава России;
- ФГБОУ ВО РНИМУ им. Н. И. Пирогова Минздрава России[29].

Член попечительских советов:
- МГУ им. М. В. Ломоносова[30];
- Высшей школы менеджмента СПбГУ;
- Российской академии образования;
- Фонда поддержки научно-проектной деятельности студентов, аспирантов и молодых ученых «Национальное интеллектуальное развитие» и др.

Член наблюдательного совета МГИМО МИД России.
С 2014 года Сергей Чемезов является членом Российского совета олимпиад школьников.
В 2020 году принял участие в открытии образовательного комплекса «Точка будущего» в Иркутске. Вместе с бизнесменом А. Авдоляном является инициатором этого проекта.

## Международные санкции
28 апреля 2014 года, из-за войны в Донбассе, Чемезов наряду с другими государственными деятелями и организациями попал в специальный список подвергнутых санкциям со стороны США лиц против «ближнего круга Путина».
12 сентября 2014 года страны Евросоюза включил Чемезова в санкционный список, отмечая, что Чемезов «извлекает выгоду от своих связей с президентом России, продвигаясь на руководящие должности в компаниях, контролируемых государством». 17 февраля 2015 года попал под санкции Канады. 31 декабря 2020 года был внесен в санкционный список Великобритании.
21 июля 2022 года, на фоне вторжения России на Украину, страны Евросоюза расширили основания санкций в отношении Чемезова, отмечая что он является ведущим бизнесменом работающим в России, который несёт ответственность за финансовую поддержку и получение выгоды от российских руководителей, ответственных за аннексию Крыма или дестабилизацию Украины.
3 марта 2022 года Сергей Чемезов, его супруга Екатерина, сын Станислав и падчерица Анастасия были включены в санкционный список США «российских олигархов, способствующих войне Путина». По данным властей, фигуранты санкционного списка «обогащались за счет российского народа, а некоторые из них продвинули членов своей семьи на высокие посты. Другие занимают должности в крупнейших российских компаниях и отвечают за предоставление ресурсов, необходимых для поддержки вторжения Путина в Украину».
По аналогичным основаниям с 2 апреля 2020 года находится под санкциями Швейцарии. С 14 марта 2022 года находится под санкциями Австралии. С 3 марта 2022 года находится под санкциями Японии. Указом президента Украины Владимира Зеленского от 24 июня 2021 находится под санкциями Украины. С 5 апреля 2022 года находится под санкциями Новой Зеландии.

## Семья

### Жена
Первая жена — Любовь Чемезова, со времён совместного проживания в ГДР подруга Людмилы Путиной, бывшей жены Владимира Путина.
Вторая жена — Екатерина Игнатова. Владеет 70% ООО «Кате» — предприятия, получившего от «АвтоВАЗа» (на тот момент находившегося под контролем ГК «Ростехнологии»), по разным данным, от 300 до 500 млн рублей для разработки и организации производства автоматических коробок передач. В 2012 году автозавод сообщил, что по итогам испытаний будет закупать АКПП у известного японского производителя Jatco. До 2009 года была директором «Кате», затем числилась как безработная.
В 2006 году через белизский офшор Elsamex Enterprises Ltd приобрела 5,1 % акций нефтегазовой компании «Итера». О сделке стало известно только в 2011 году, когда из пакета акций Чемезовых было продано 4 % (примерная стоимость — около $70 млн, или около 2 млрд руб. при среднем курсе доллара в 30 руб.), к 2013 году были проданы и оставшиеся 1,1 %. В апреле 2010 года за 600 млн руб. приобрела 13,4 % акций банка «Международный финансовый клуб». Является основным собственником (совместно с управляющим директором «Тройки Диалог» Гором Нахапетяном) сети ресторанов «Этаж» (на 2017 год 19 заведений в Москве).
Официальные доходы Игнатовой за 2009 год превысили $13 млн, ей принадлежит квартира в Москве площадью 259 м², гараж-бокс и пять участков под загородные дома (другие 6,2 га и несколько домов в подмосковном Акулинино на побережье реки Злодейки находятся в личной собственности самого Сергея Чемезова). С 2009 по 2015 год совокупный доход Игнатовой составил 4,25 млрд руб. В 2014 году её доход превысил 2 млрд руб., что вывело её в число самых успешных в финансовом плане жён менеджеров госкомпаний.
Состоит в товариществе собственников жилья «Поварская 28» вместе с Владимиром Артяковым, бывшим президентом компании «Роснефть» Сергеем Богданчиковым, членами семей генерального директора «Первого канала» Константина Эрнста и руководителя аппарата правительства РФ Сергея Приходько. Квартира площадью 206 м² в этом доме оценивается в $8 млн.
В октябре 2018 года указом Президента России награждена медалью ордена «За заслуги перед отечеством» II степени.
В феврале 2019 года Фонд борьбы с коррупцией Алексея Навального обнаружил у Екатерины Игнатовой апартаменты в здании гостиницы «Москва» рыночной стоимостью около 5 млрд рублей. В интервью РБК Чемезов опроверг такую стоимость, назвав домыслами расследование о недвижимости. В феврале 2022 года Роскомнадзор потребовал от телеканала «Дождь» удалить заметки о расследовании ФБК в отношении Чемезова.
По данным газеты «Ведомости» (5 ноября 2014) семейный доход Чемезова за 2012 год составил 518,1 млн руб., за 2013 год — 803,3 млн руб. Семья Чемезова упоминается в числе бенефициаров офшорных компаний, через которые оформлены права собственности на телекоммуникационный холдинг Yota, основанный осуждённым в США за мошенничество, отмывание денег и другие преступления жителем Санкт-Петербурга Сергеем Адоньевым.

### Дети
У Чемезова четверо детей. Старший сын Станислав (род. 1973), по данным на май 2009 года работал в «Итере», владеет 30 % фирмы «Медфармтехнология», несколькими строительными и научными компаниями, а также имеет бизнес-интересы, связанные с крупными фармацевтическими поставками, финансируемыми из государственного бюджета. Входит в совет директоров компании «АвтоВАЗэнерго», числится председателем совета директоров холдинга «Интербизнесгрупп». Последняя фирма владеет через структурные компании коммерческими организациями ООО «Страховая компания „Независимая страховая группа“», ЗАО «Оборонцемент», ООО «Оборонцемент-энерго». «Независимая страховая группа» страхует бизнес крупнейших предприятий ГК «Ростехнологии». Совместно с сыном Владимира Артякова Дмитрием с 2003 года владеет гостиничным комплексом «Меридиан» в Геленджике. В июле 2022 года, после российского вторжения на Украину, Станислав Чемезов попал под санкции стран Евросоюза, отмечается что он, владея оффшорной компанией Erlinglow Ltd, получает прибыль от строительства «Ростехом» волоконно-оптической супермагистрали стоимостью 550 млн долларов. Также, вместе с дочерью Николая Токарева Майей Болотовой, он владеет рядом офшорных компаний, в том числе «Ирвин-2», которая получила контракты на 8 млрд руб., также Чемезов владеет компанией Independent Insurance Group, которая получает крупные страховые контракты в оборонном секторе, включая контракты с «Ростех».
По состоянию на май 2009 года средний сын Чемезова был студентом медицинского института.
Падчерица Анастасия Игнатова окончила МГИМО, работает на кафедре политической теории и является автором монографии «Государственная политика в области высоких технологий», написанной под общей редакцией профессора Сергея Чемезова. Кандидат политических наук. В 2011 году, будучи аспиранткой, стала полноправным партнёром (50 %) предпринимателя Михаила Прохорова в лечебно-диагностическом центре «Креативмедцентр», через три года проект ликвидировали. Одновременно учредила и собственное ООО «Клиника Росмед», которое разместилось в помещении клиники «Центравиамед» «Ростеха» и было ликвидировано практически одновременно с «Креативмедцентром». В обоих случаях гендиректором являлась Татьяна Шахова, выдвинутая в 2014 году в совет директоров «дочки» «Ростеха» «РТ-медицина». В 2016 году Анастасия Игнатова вместе с известными актрисами снялась для календаря-2017 шинной компании Pirelli, имеющей с «Ростехом» совместное предприятие Pirelli Tyre Russia. В январе 2017 года учредила компанию по производству фармацевтических субстанций.

## Расследования СМИ
По данным расследования Центра по исследованию коррупции и организованной преступности (OCCRP), близкие родственники и друзья Чемезова владеют дорогой недвижимостью в Испании. Бывшая жена и сын Чемезова владеют элитной недвижимостью в Болгарии.
По данным «Архива Пандоры», опубликованного в 2021 году Международным консорциумом журналистов-расследователей, родственникам Чемезова принадлежит спрятанная в оффшорах собственность общей стоимостью почти 22 миллиарда рублей. Падчерица Чемезова Анастасия Игнатова, по данным расследования, является бенефициаром 8 офшорных компаний, в том числе одной из них — совместно с Людмилой Рукавишниковой, которую OCCRP называл предполагаемой тёщей Чемезова. Среди активов — вилла в Марбелье, Испания и 85-метровая яхта Valerie, стоимость которой оценивается в 140 миллионов долларов.

## Награды

### Высшая степень отличия
- Звание «Герой Российской Федерации» (сентябрь 2019 года, указ не опубликован)[82][83].

### Ордена
- Орден «За заслуги перед Отечеством» I степени (2017 год)[84]
- Орден «За заслуги перед Отечеством» II степени (2012 год)[85]
- Орден «За заслуги перед Отечеством» III степени (20 августа 2007 года) — за заслуги в развитии военно-технического сотрудничества с зарубежными странами[86]
- Орден «За заслуги перед Отечеством» IV степени (2005 год)[87]
- Орден Почёта (14 января 2002 года)
- Орден Дружбы (2009 год)
- Орден Почётного легиона (Франция, март 2010) — за вклад в развитие российско-французского сотрудничества в сфере высокотехнологичного производства[88]
- Орден «За заслуги перед Итальянской Республикой» степени Командора (Италия, 2010) — за успешное расширение партнерства организаций корпорации «Ростехнологии» с крупнейшими итальянскими компаниями[89]
- Орден «Достык» II степени (Казахстан)
- Орден святого благоверного великого князя Димитрия Донского (РПЦ)
- Орден святого благоверного князя Даниила Московского I степени (РПЦ)
- Орден преподобного Серафима Саровского II степени[90] (РПЦ)
- Орден преподобного Сергия Радонежского I степени (РПЦ) (18 июля 2014 года) — во внимание к помощи, оказываемой Троице-Сергиевой лавре[91]

### Медали
- Юбилейная медаль «300 лет Российскому флоту»
- Медаль «В память 850-летия Москвы»
- Медаль «В память 300-летия Санкт-Петербурга»
- Медаль «В память 1000-летия Казани»
- Юбилейная медаль «60 лет Вооружённых Сил СССР»
- Юбилейная медаль «70 лет Вооружённых Сил СССР»
- Медаль «За отличие в военной службе» (ФСБ) I и II степени
- Медаль «За безупречную службу» III степени
- Медаль «За укрепление боевого содружества»
- Медаль «За верность долгу» (ГФС)
- Медаль «За освобождение Крыма и Севастополя» (17 марта 2014 года) — за личный вклад в возвращение Крыма в Россию[92]

### Другие награды
- Почётная грамота Государственной думы Федерального собрания Российской Федерации (ноябрь 2017 года) — за активное участие в качестве эксперта Государственной думы по вопросам законотворчества[93]
- Почётная грамота правительства Российской Федерации (20 августа 2010) — за заслуги в развитии отечественной промышленности и многолетнюю добросовестную работу[94]
- Благодарность Правительства Российской Федерации (30 сентября 2016) — за достигнутые трудовые успехи и активную общественную деятельность[95]
- Лауреат премии Правительства Российской Федерации в области науки и техники за 2004 год[96]
- Лауреат Национальной премии «Человек года-2004» в номинации «Оборонно-промышленный комплекс»[97]
- Лауреат почётного знака Международного форума «Мировой опыт и экономика России» «Лидер российской экономики-2004»[97]
- Лауреат премии АВН имени А. В. Суворова[97]
- Почётный гражданин города Иркутска (21 апреля 2011 года) — за выдающиеся заслуги в области социально-экономического и культурного развития города Иркутска[98]
- Почётный гражданин Московской области (16 августа 2022 года)[99]